# Srbsko-grški cerkveni spor (1346–1375)
Srbsko-grški cerkveni spor (1346–1375) predstavlja cerkveni spor med srbsko Pećko patriarhijo in grško Carigrajsko patriarhijo, ki je izbruhnil kmalu po povzdignjenju Pećke nadškofije na raven patriarhije spomladi leta 1346. Ob tej priložnosti je prišlo do spora glede patriarhalnega dostojanstva in prostorskega obsega patriarhalnih pristojnosti v južnih območjih, ki so bila priključena srbski državi v času vladavine Štefana Dušana (1331–1355). Ti spori so kmalu prerasli v odprt spopad, zaradi obsodbe, ki jo je nad srbsko hierarhijo izrekel carigrajski patriarh Kalist I. (1350–1353), kar je privedlo do medsebojnega razkola. Prvi koraki k rešitvi spornih vprašanj so bili narejeni v letih 1363 in 1368, dokončna in celovita cerkvena sprava pa je bila dosežena leta 1375, po zaslugi srbskega kneza Lazarja in carigrajskega patriarha Filoteja.

## Vzroki spora (1346)
V času vladavine Štefana Dušana (1331–1355) se je srbska država znatno razširila proti jugu z osvajanjem grških (bizantinskih) območij. Kar zadeva cerkveno pristojnost, so osvojena območja večinoma pripadala Carigrajski patriarhiji, tako da je vzporedno s spremembo državne oblasti prišlo do odpiranja različnih vprašanj, ki so se nanašala na ureditev cerkvene uprave v osvojenih območjih. Na državnem zboru, ki je bil spomladi leta 1346. održan v Skopju, je bil srbski nadškof proglašen za patriarha, srbski vladar pa je bil kronan za carja. S tem je bilo označeno ustvarjanje Srbskega carstva in Srbske patriarhije. To je bilo storjeno brez soglasja bizantinskega carja in carigrajskega patriarha, s čimer je bila postavljena osnova za nastanek srbsko-grških sporov okoli carskega in patriarhalnega dostojanstva.

## Odprt spopad (1350–1353)
Ker je Srbska patriarhija po letu 1346 razširila svojo pristojnost proti jugu in obsegala eparhije na osvojenih območjih (Makedonija, Tesalija, Epir), se je novi carigrajski patriarh Kalist I. (1350–1353) odločil za izrek uradne obsodbe. Ta korak je bil usklajen s prizadevanji bizantinskega cesarja Ivana VI. Kantakuzena, da bi zatrl novoustanovljeno srbsko oblast na dotedanjih bizantinskih ozemljih. Patriarhova obsodba je bila izrečena v obliki izobčenja srbskega vladarja in srbskih nadškofov zaradi prisvajanja cesarskega naziva in patriarhalnega dostojanstva, torej zaradi prevzemanja cerkvene oblasti nad eparhijami Carigrajske patriarhije na nedavno osvojenih območjih.
Ker akt o obsodbi ni ohranjen, v historiografiji še vedno ni rešeno vprašanje o vrsti in stopnji izrečenega izobčenja. Zato med raziskovalci obstajata dve nasprotujoči si razlagi:
- Po eni razlagi je bila obsodba izrečena v obliki izobčenja iz evharistične skupnosti (odločitev od somaševanja), kar pomeni prekinitev evharistične enotnosti med dvema krajevnima cerkvama.
- Po drugi razlagi je bila obsodba izrečena v obliki popolnega izobčenja iz cerkvene skupnosti (izključitev iz Cerkve), kar vključuje tudi anatemo z najvišjo stopnjo obsodbe (prekletstvo).

Analiza zgodovinskega gradiva je pokazala, da se v virih nikjer ne omenja, da bi bila nad srbskega carja in srbskega patriarha izrečena anatema oziroma prekletstvo. Ob tem je bilo opozorjeno na dejstvo, da se anatema praviloma izreče za najhujše prestopke proti veri in Cerkvi, na primer v primeru herezije ali apostazije. Kasnejši viri, ki se nanašajo na spravo (1368, 1371, 1375), pričajo, da srbsko-grški cerkveni spor ni bil dogmatske, temveč ekleziološke narave. V aktu carigrajskega patriarha Filoteja iz leta 1371 se prvotna obsodba (ki jo je izrekel patriarh Kalist) izrecno omenja kot epitimija in odločitev (grško ἀφορισμός), ne pa kot anatema, kar se v kontekstu samega akta o spravi razlaga kot potrditev, da je kazen pomenila odločitev od somaševanja (prekinitev evharistične skupnosti), ne pa prekletstvo.
Kljub temu teza o domnevni »anatemi« še vedno obstaja v delu strokovne javnosti, prisotna pa je tudi med posameznimi publicisti, ki gredo celo korak dlje in trdijo, da se anatema ni nanašala le na srbskega carja in višjo hierarhijo, temveč tudi na celotno duhovščino in ves srbski narod.

## Prvi koraki k spravi (1363–1371)
Zaradi vse večje turške nevarnosti se je bizantinski cesar Ivan V. Paleolog leta 1363 odločil začeti pogovore s Srbijo, kar je vključevalo tudi iskanje rešitve za premostitev cerkvenih sporov. Ob tej priložnosti je patriarh Kalist I. osebno odpotoval v mesto Ser, kjer ga je sprejela srbska carica Helena, ki je upravljala s Sersko oblastjo kot vdova cesarja Štefana Dušana in mati takratnega srbskega carja Štefana Uroša V. (1355–1371). Čeprav je bil patriarh sprejet zelo slovesno, se pogovori niso končali, saj je Kalist nenadoma umrl. Srbsko-grški pogovori so se obnovili leta 1368, ko je despot Jovan Uglješa dosegel delni dogovor s Carigrajsko patriarhijo, kar je bilo uradno potrjeno leta 1371 s priznanjem pristojnosti carigrajskega patriarha nad eparhijami v Serski oblasti.

## Končna sprava (1375)
Srbsko-grški cerkveni spor se je končal leta 1375 po zaslugi kneza Lazarja, vladarja Moravske Srbije, ki je poslal delegacijo v Carigrad, da bi se pogajala s carigrajskim patriarhom Filotejem. Pogajanja so se uspešno končala po zaslugi svetogorskega meniha Izaije. Srbska stran se je odpovedala nadaljnjim zahtevam po južnih eparhijah, grška stran pa je umaknila prej izrečeno obsodbo in priznala patriarhalni rang Srbske pravoslavne cerkve. Predstavniki Carigrajske patriarhije so nato odpotovali v Srbijo in obiskali tudi Prizren, kjer je bila nad grobom cesarja Štefana Dušana v samostanu Svetih Arhangelov prebrana gramata carigrajskega patriarha Filoteja, s katero se razveljavljajo prejšnje obsodbe. S tem dejanjem se je končal srbsko-grški cerkveni spor.